# Dorfkirche Kleindembach

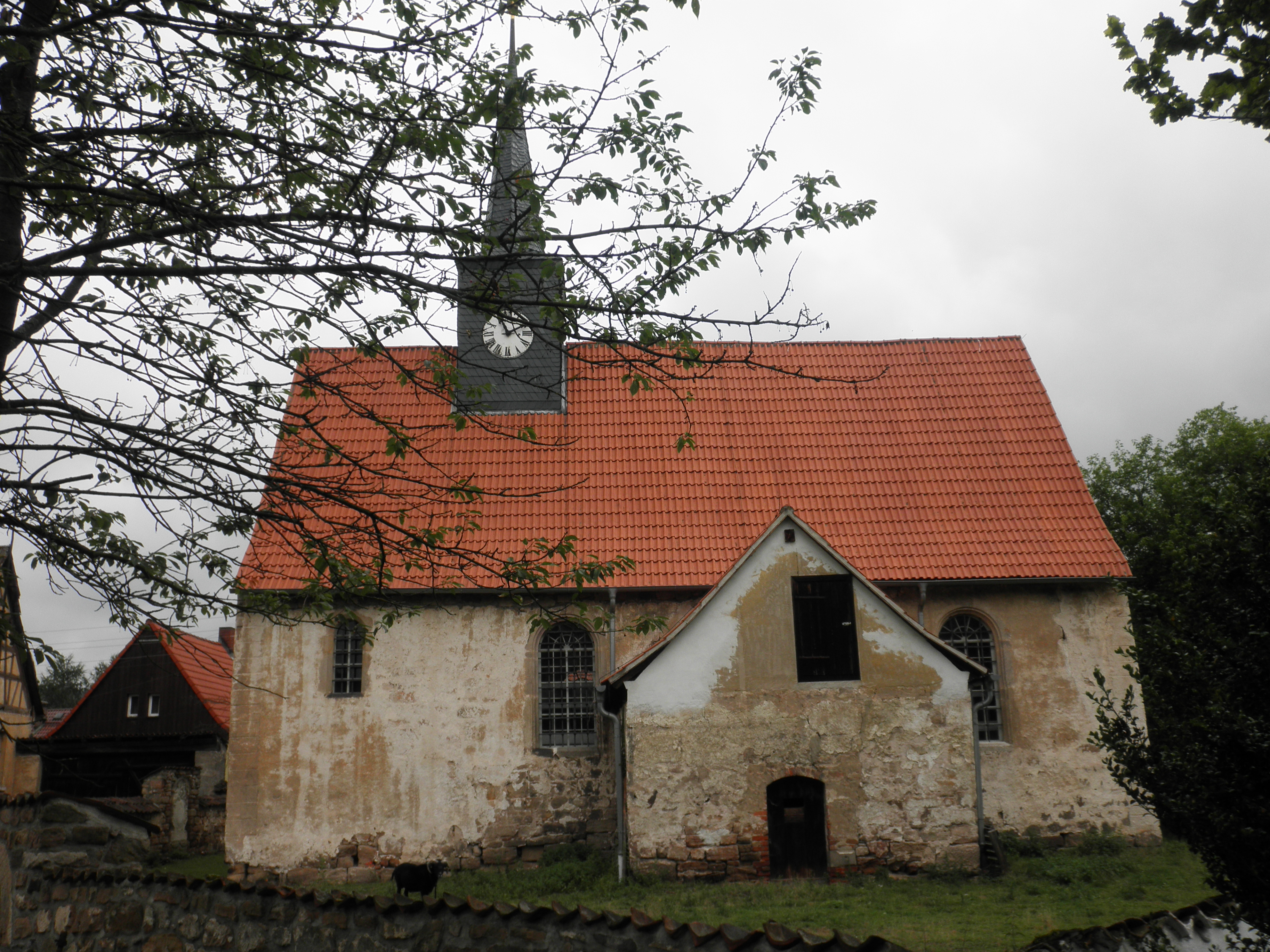
Die Kirche

Die evangelische Dorfkirche Kleindembach steht im Ortsteil Kleindembach der Gemeinde Langenorla der Verwaltungsgemeinschaft Oppurg im Saale-Orla-Kreis in Thüringen.

## Geschichte
Die ursprünglich spätromanische Kirche wurde 1412 erstmals als Kapelle erwähnt. Im 15. Jahrhundert wurden im Zuge eines Umbaus die spätgotische Sakristei und ein Kreuzgewölbe eingefügt, ebenso das hinter der Orgel auf der Empore befindliche Sakramentshäuschen. Die Gitter vor den Fenstern vermitteln ein wehrhaftes Bild.
Im Dachreiter mit Turmuhr befinden sich zwei Bronzeglocken, die 1993 aus Karlsruhe geliefert wurden.
Die Orgel schuf Adam Heinrich Gruber aus Adorf im Vogtland um 1720 bis 1725. Das Werk besitzt 8 Register auf einem Manual und Pedal.
Die Kanzel ist in die Empore mit hölzernen Stempeln eingearbeitet, auch der Altar. Die Taufe ist ein einfacher Ständer.
Die Kirche wird von einer gut erhaltenen Mauer umgeben.
Ein übermaltes Bild des Christophorus wurde wiedergefunden und restauriert.